# Herz-Mariä-Kirche (Karczyn)

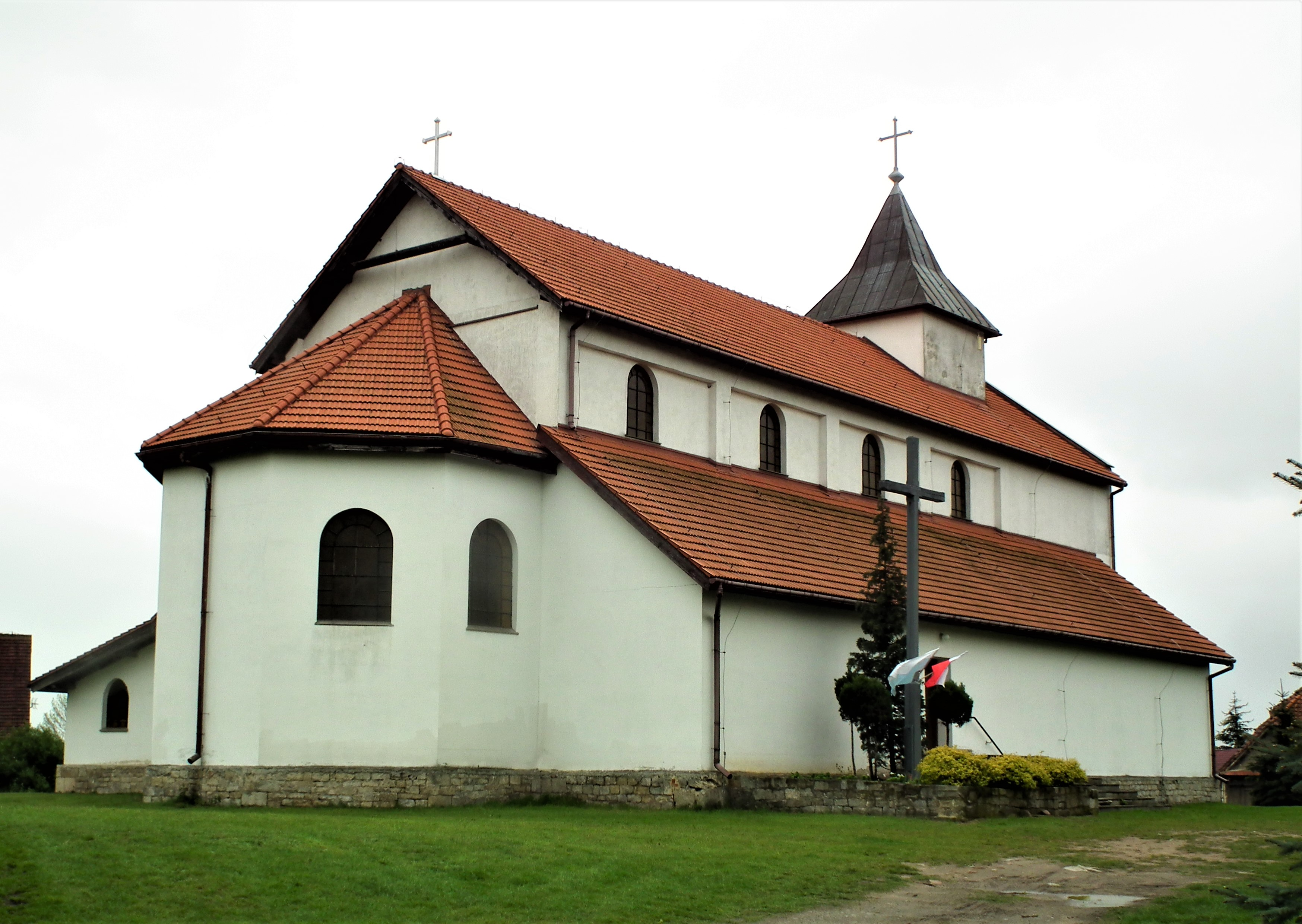
Herz-Mariä-Kirche in Karczyn

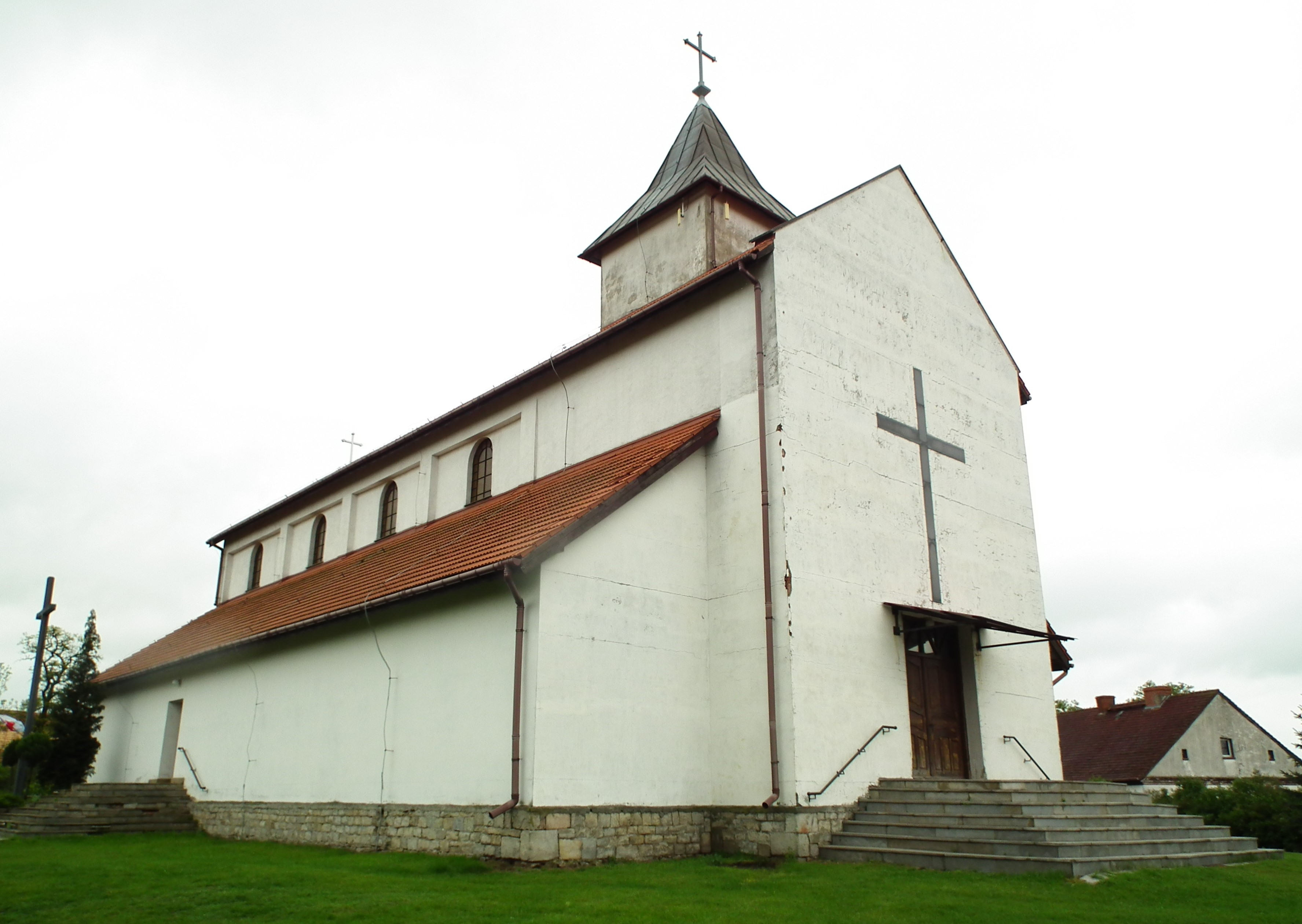
Frontansicht

Die römisch-katholische Filialkirche des Unbefleckten Herzens Mariä in Karczyn (deutsch Karzen) in der Landgemeinde Kondratowice (Kurtwitz) im Powiat Strzeliński (Kreis Strehlen) in der Woiwodschaft Niederschlesien in Polen wurde von 1997 bis 2003 anstelle eines neuromanischen Vorgängerbaues errichtet, der der deutschen Bevölkerung bis 1945 als evangelisch-lutherische Pfarrkirche St. Marien diente.

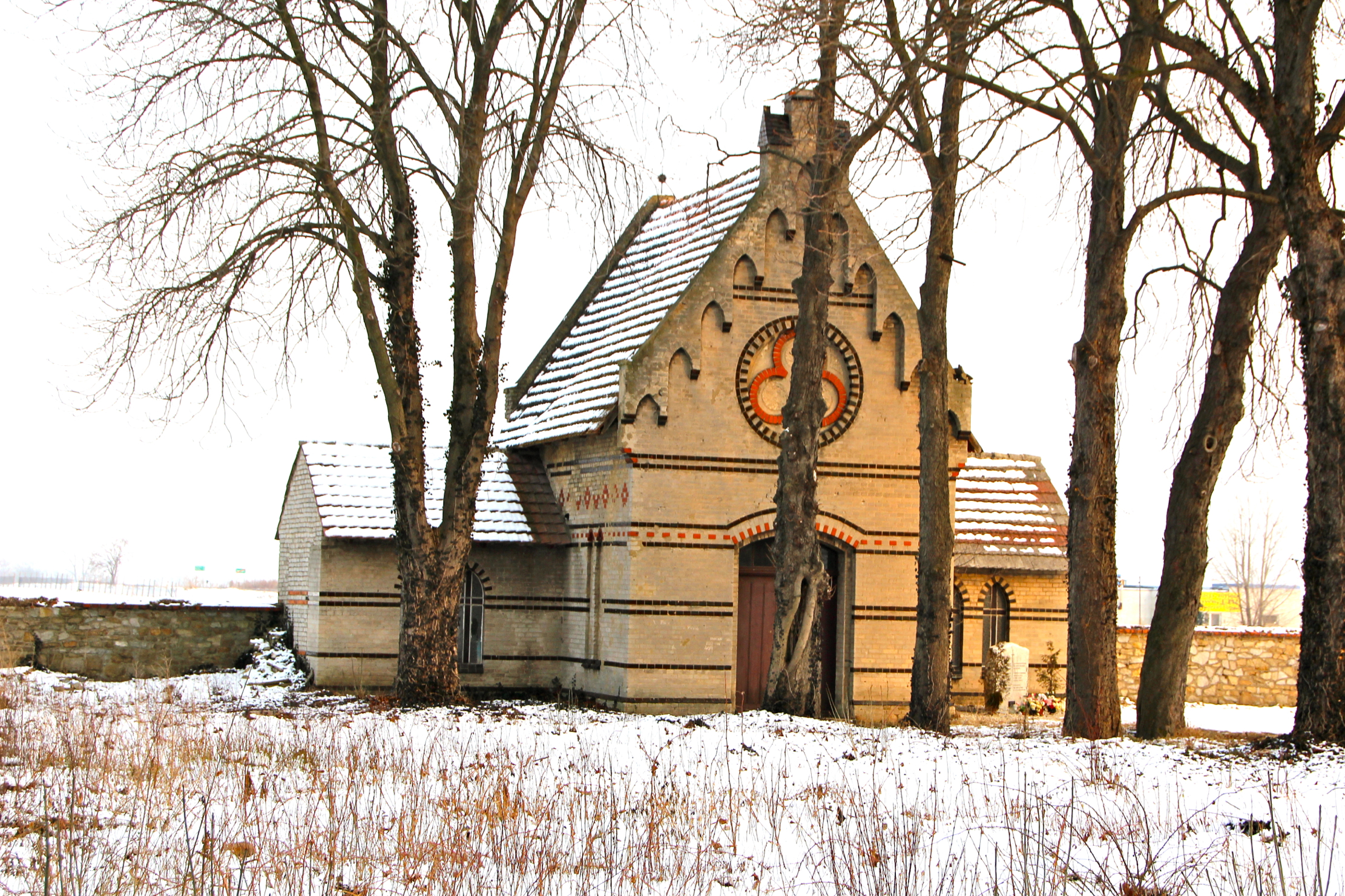
Friedhofskapelle aus dem 19. Jahrhundert

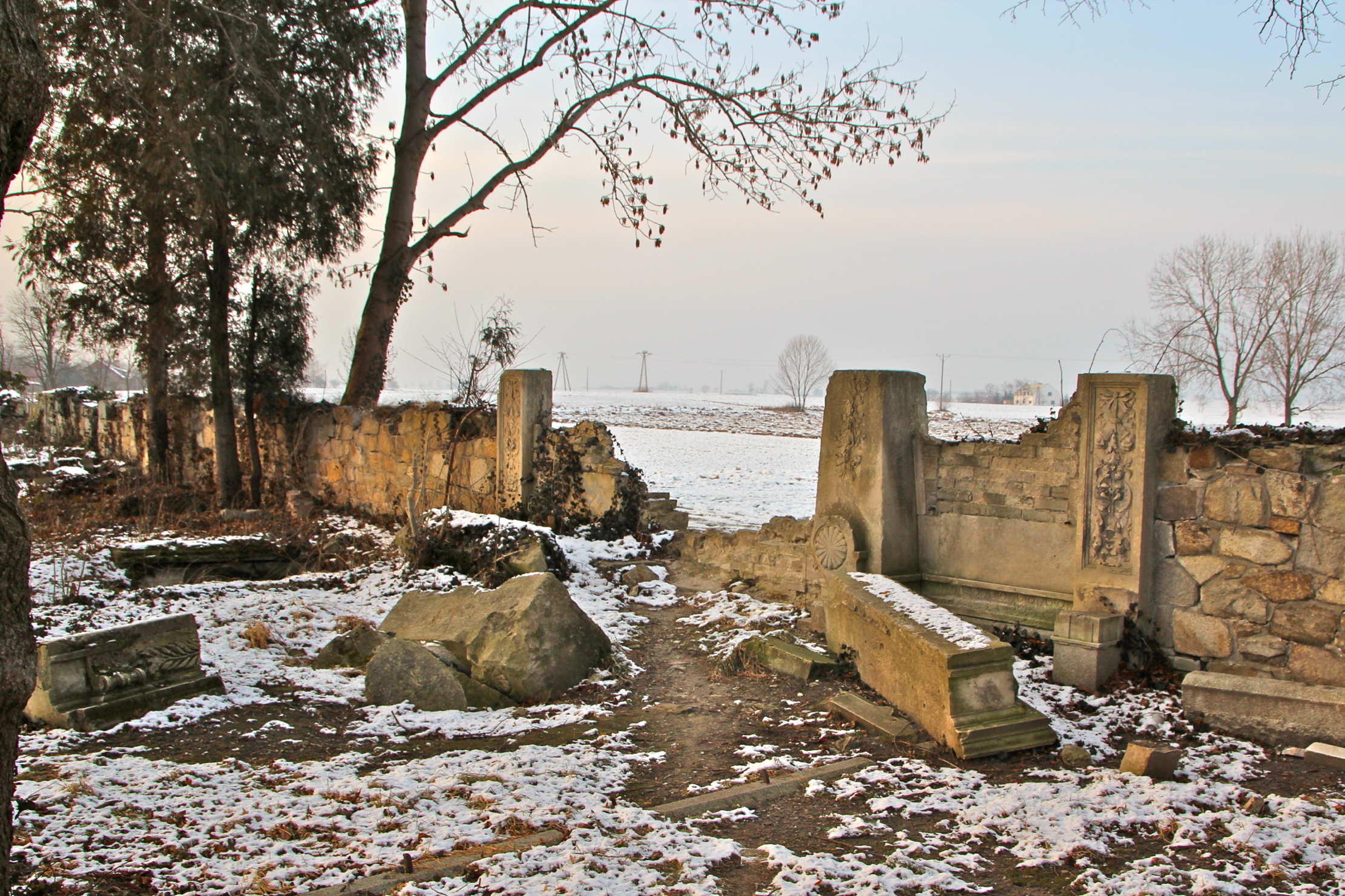
Friedhofsmauer

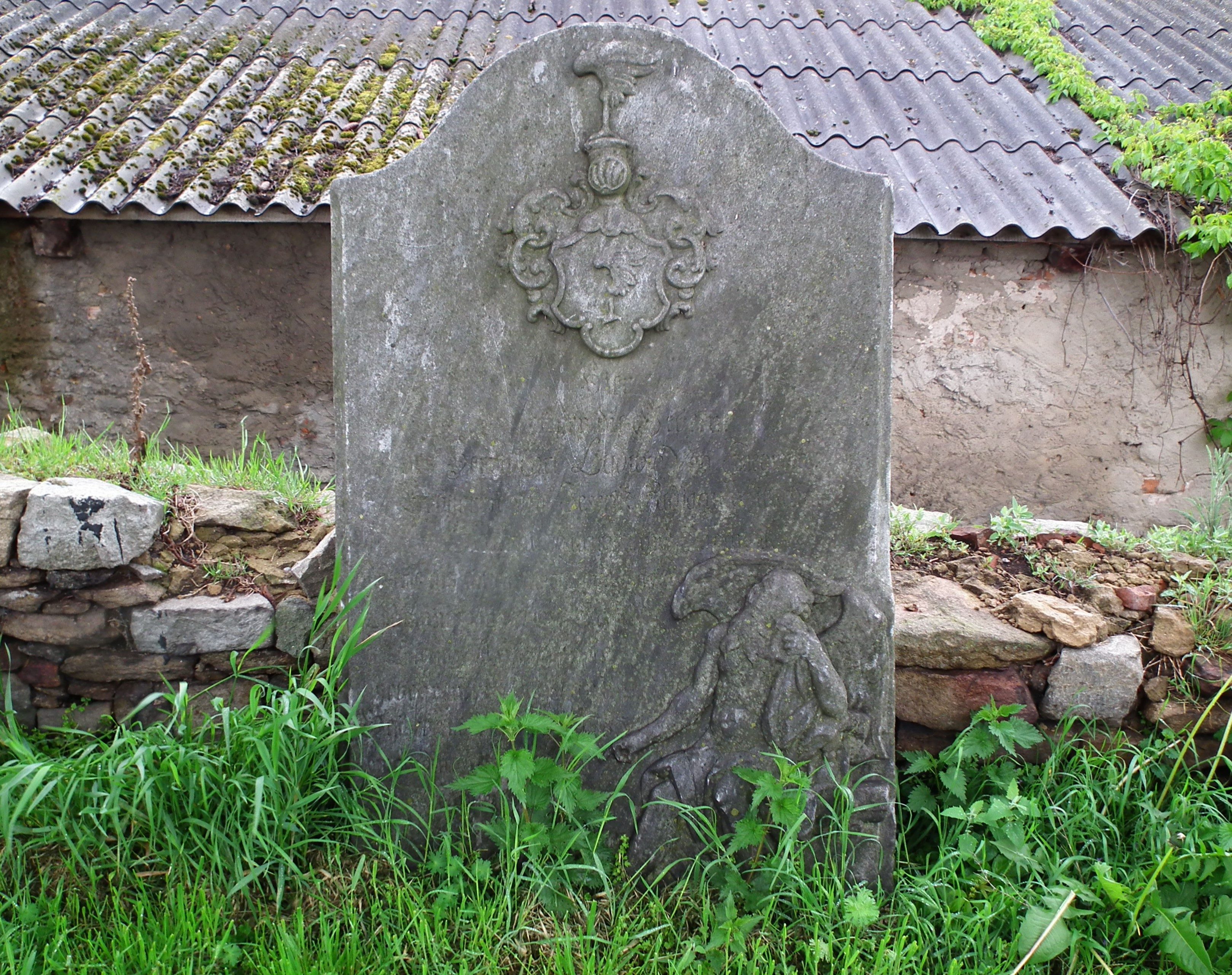
Grabstein des Landrates Carl Ludwig von Siegroth († 1785)

## Geschichte
Das heutige Gotteshaus ist bereits der dritte Kirchenbau an dieser Stelle. Wie aus der ältesten Turmfahne hervorgeht, wurde 1161 ein erstes hölzernes Kirchlein unter dem Patronat Mariens errichtet, darum entstand westlich ein Straßenangerdorf, das im Zuge der Ostkolonisation deutschrechtlich besiedelt wurde. In einem Schriftstück von 1232 setzte der Breslauer Bischof Lorenz einen Zehnten für den Pfarrer der Marienkirche in Karzen aus. Der Ort erscheint 1396 unter der Schreibweise „Carczin“ und gehörte bis 1841 zum fürstlichen, danach zum preußisch-königlichen Domänenamt Rothschloß. Unter der Amtszeit des Kirchenpatrons Herzog Friedrich II. von Liegnitz, der als eifriger Förderer der Reformation galt, erhielt die Gemeinde 1534 einen lutherischen Geistlichen. 1535 verfügte Friedrich II. von Liegnitz in seinen Herrschaftsgebieten eine Sakramentsordnung und 1542 eine Kirchenordnung, die sich an Wittenberger Vorgaben orientierte. 
Die Kirche wurde im Dreißigjährigen Krieg zerstört. Die älteren Kirchenbücher gingen in dieser Zeit verloren. 1652 erfolgte der Wiederaufbau. Nach dem Tode des Herzogs Georg Wilhelm 1675 fiel Karzen mit dem Herzogtum Brieg als erledigtes Lehen durch Heimfall an die Krone Böhmen. In der Folge galt Religionszwang. Der lutherische Pastor wurde jedoch zunächst geduldet. Am 29. August 1703 starb der Pastor Gottfried Gosky und darauf wurde der Gemeinde 1705 ein katholischer Pleban aufgedrängt. Die Pfarrkinder nutzten die Kirche von Grünhartau als Zufluchtskirche. Nach Abschluss der Altranstädter Konvention erhielten die Protestanten 1707 die Kirche zurück. Zur Pfarrei gehörte eine Filialkirche in Pudigau, die während des Dreißigjährigen Krieges zerstört worden war. Im 19. Jahrhundert waren noch Mauerreste vorhanden. An den Außenwänden der alten Pfarrkirche waren Grabsteine der Familien von Gregersdorf und von Rotkirch aus dem Ende des 16. bis Anfang des 17. Jahrhunderts angebracht. Beim Neubau gingen diese verloren.

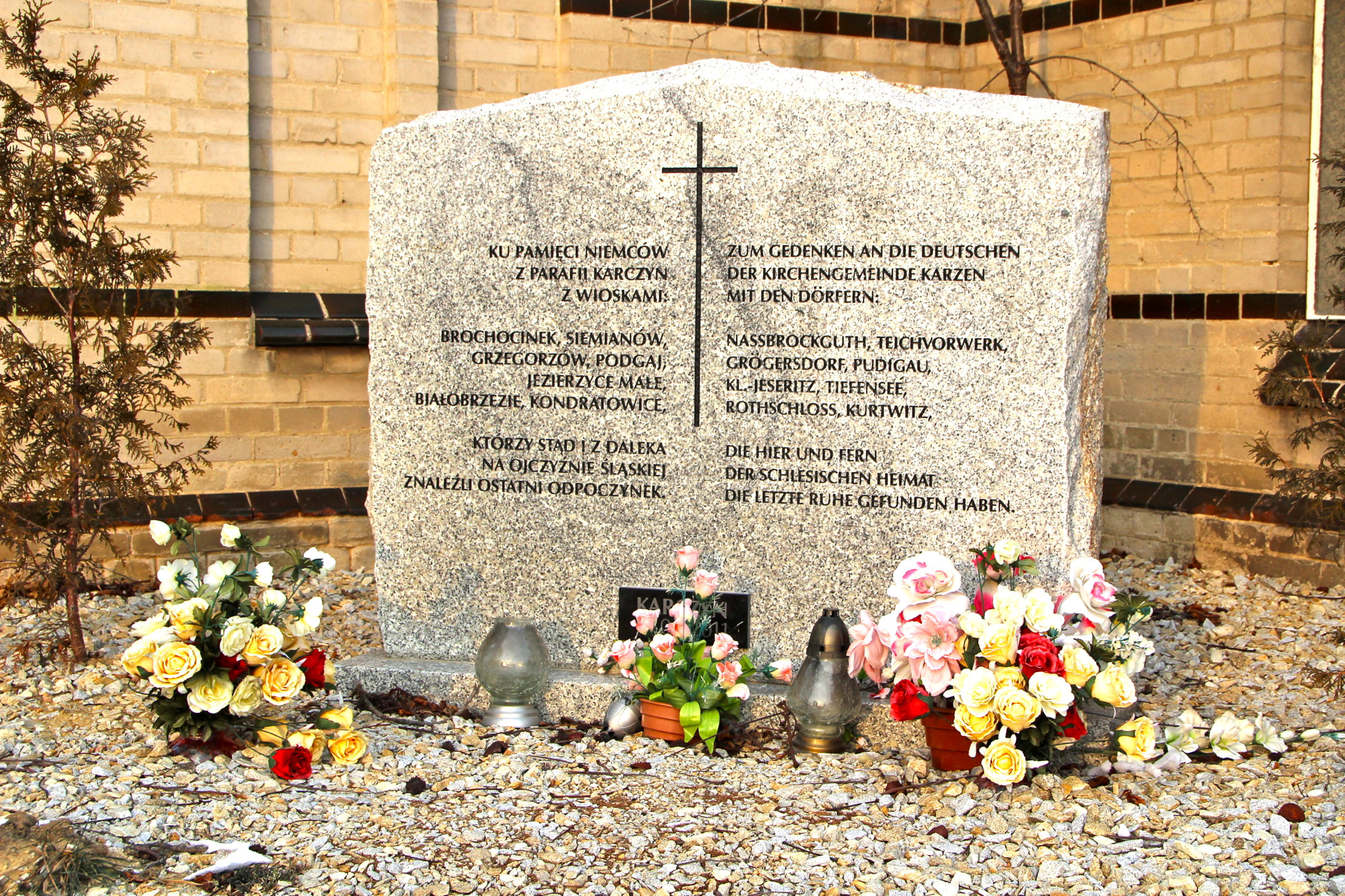
Gedenkstein

Von 1857 bis 1861 wurde an der Stelle der alten baufälligen Pfarrkirche ein Neubau im neuromanischen Stil errichtet. Die evangelische Kirchengemeinde Karzen gehörte zum Kirchenkreis Nimptsch und war zeitweise Sitz einer Superintendentur. Das Patronat gehörte dem preußischen König, später dem Fiskus. Zum Ende des Zweiten Weltkrieges 1945 wurde die Kirche teilweise zerstört und 1954 auf Anordnung der örtlichen polnischen Behörde abgerissen. Das Abrissmaterial sollte für den Wiederaufbau von Warschau dienen. Von 1997 bis 2003 wurde auf den alten Fundamenten ein Neubau errichtet, der 2003 von Erzbischof Henryk Roman Gulbinowicz geweiht wurde. Der Innenraum ist schlicht gehalten. Auf dem Friedhof befinden sich noch vereinzelt deutsche Grabsteine. Vom Vorgängerbau blieb die Friedhofskapelle erhalten. Die Kirche ist heute eine Filialkirche der römisch-katholischen Pfarrei St. Laurentius in Prusy.

## Evangelische Parochie
Zur ehemaligen evangelischen Parochie waren Mitte des 19. Jahrhunderts gepfarrt:
- Karzen (601 Einwohner, 565 ev.),
- Nassbrockguth (187 Einwohner, 101 ev.),
- Kurtwitz (244 Einwohner, 218 ev.),
- Rothschloß (210 Einwohner, 154 ev.),
- Grögersdorf (317 Einwohner, 300 ev.),
- Tiefensee (168 Einwohner, 137 ev.),
- Klein Jeseritz (100 Einwohner, 90 ev.),
- Pudigau (384 Einwohner, 366 ev.).

## Sonstiges
Das evangelische Trauungsbuch von 1700 bis 1717 befindet sich heute im evangelischen Zentralarchiv in Berlin.